# Bachata
La bachata (pronuncia [baˈʧata]) è un genere musicale caraibico nata intorno agli anni '60 originaria della Repubblica Dominicana che ha dato origine al relativo ballo di coppia.
La musica presenta un suono dolce e melodico. I testi delle canzoni trattano sempre il tema dell'amore in tutte le sue sfumature, a volte in termini idilliaci e a volte in termini drammatici ma allo stesso tempo allegri. È il genere più diffuso nelle danze caraibiche insieme alla salsa e al merengue.
L'11 dicembre 2019, la musica ed il ballo della Bachata Dominicana sono stati dichiarati patrimonio culturale immateriale dall'UNESCO.

## Storia
Il genere nacque nella Repubblica Dominicana dopo la prima metà del XX secolo. Intorno agli anni 60, era diffusa solamente nelle classi sociali più povere della Repubblica Dominicana. I testi delle canzoni esprimevano situazioni difficili che si vivevano in quel contesto sociale. Questo ha fatto sì che la bachata venisse definita come "música de amargue" ("musica da amarezza" in spagnolo) proprio per via della tristezza dei temi trattati o anche musica di "guardia" perché erano specialmente i militari che all'inizio ballavano questo tipo di musica che ebbe la sua prima incisione nel 1962 con Jose Manuel Calderon con il brano intitolato "Condena" che però avevo uno stile molto vicino al bolero. La borghesia disprezzava questo genere musicale, non solo perché espressione delle classi povere, ma anche perché le movenze tipiche del ballo venivano viste come oscene e volgari come successe tempo prima con il merengue. La bachata delle origini, infatti, non presentava molte figure come nell'interpretazione moderna; era un ballo in cui l'uomo e la donna, per tutta la durata del brano, restavano abbracciati dondolandosi ed effettuando un provocatorio movimento d'anca sul quarto battito musicale.
Per molti anni, il genere rimase confinato nella classe sociale più bassa della Repubblica Dominicana: veniva ballato specialmente in locali malfamati frequentati da prostitute, militari e contadini. A partire dagli anni '80, la bachata subì un processo di rivalutazione grazie ai mezzi di comunicazione e agli sforzi di molti compositori quindi si può affermare che la bachata vera e propria cominciò negli anni '80.
Uno dei primi compositori considerato il padre della Bachata fu Luis Segura, che nel 1982 ebbe un gran successo con la canzone Pena por ti, grazie alla quale la bachata cominciò a esordire sulle prime stazioni radiofoniche e a diffondersi in tutte le classi sociali, anche quelle più alte che fino ad allora si erano mostrate riluttanti. Il contributo maggiore alla sua diffusione popolare venne dato da Radio Guarachita, un'emittente che trasmetteva quasi esclusivamente canzoni di questo genere. Nel frattempo nacquero diversi compositori di ottimo livello, i quali, introducendo strumenti musicali tecnologicamente più avanzati, diedero vita a una bachata più moderna, denominata neobachata, che si preparava alla sua ascesa internazionale. Tra i compositori più importanti che hanno dato vita a questo processo sono Ramon Cordero, Bolivar Peralta, Rafael Encarnacion, Antonio Gomez Salcedo, Robin Carino, Blas Duran, Leonardo Pariagua, Inocencio Cruz, Juan Bautista, Marino Perez ed Edilio, Davicito Paredes e Juan Luis Guerra che non si è mai considerato un bachatero che nel 1990, grazie all'enorme successo dell'album Bachata rosa, portò finalmente la bachata al di fuori dei confini dominicani anche se il suo stile di musica era più vicino al Bolero sino ad arrivare ai grandi bachateros contemporanei Romeo Santos, Frank Reyes, Joe Veras, Raulin Rodriguez, Luis Vargas, El Chaval, Luis Miguel Del Amargue, Zacarias Ferreira, Felix Cumbe, Kiko Rodriguez e l'artista considerato il re della Bachata Romeo Santos (gruppo Aventura) ed un altro famoso artista, Prince Royce.

## Caratteristiche musicali
La musica viene suonata in un tempo quaternario semplice, quindi ha una battuta costituita da 4 battiti uguali (ma con diverso accento) ciascuno di durata ¼ della battuta. La velocità è di 30-40 battiti al minuto. La frase musicale (o periodo) è composta da due battute, quindi 8 battiti.
La bachata ha 2 battiti forti (1 e 5) e 2 battiti deboli (3 e 6), (pausa per il ballerino, non per la musica al 4 e 8). Si può ballare in battere (o frase, o tempo) marcando con il piede destro i tempi forti (1 oppure 5), oppure ballare in levare (o controtempo) marcando i tempi deboli (2 oppure 6). Solitamente, si fa riferimento alla prima battuta e si inizia a ballare o sul tempo 1 o sul 2, perché per l'orecchio è più facile percepire i suoni forti (non sempre è facile distinguere l'1 dal 5, e il 2 dal tempo 6) e permette di seguire esattamente la musica. Nulla vieta di partire dal 5 o dal tempo 6, sempre in modo corretto perché alla stessa velocità della musica, ma non più in frase perché si parte da metà del periodo, che è di 8 tempi.
Il ritmo prevede una sincope sul quarto battito (e sull'ottavo). Il ritmo può essere variato con il contrattempo, tecnica che sostituisce una pausa agli accenti forti, ed emette il suono su un tempo debole (senza prolungamento sui tempi forti successivi). La caratteristica particolare della bachata è l'uso della chitarra (elettrica o acustica) amplificata, il cui suono è pizzicato con "chorus". L'uso di arpeggi per gli accordi sta alla base di gran parte delle melodie.
La bachata ha anche dato origine in tempi recenti a generi "fusion", come la sensuale bachatango, un genere che mescola il ritmo della bachata con gli strumenti del tango e il bachatón, che si mescola con il genere reggaetón.

## Interpretazioni del ballo

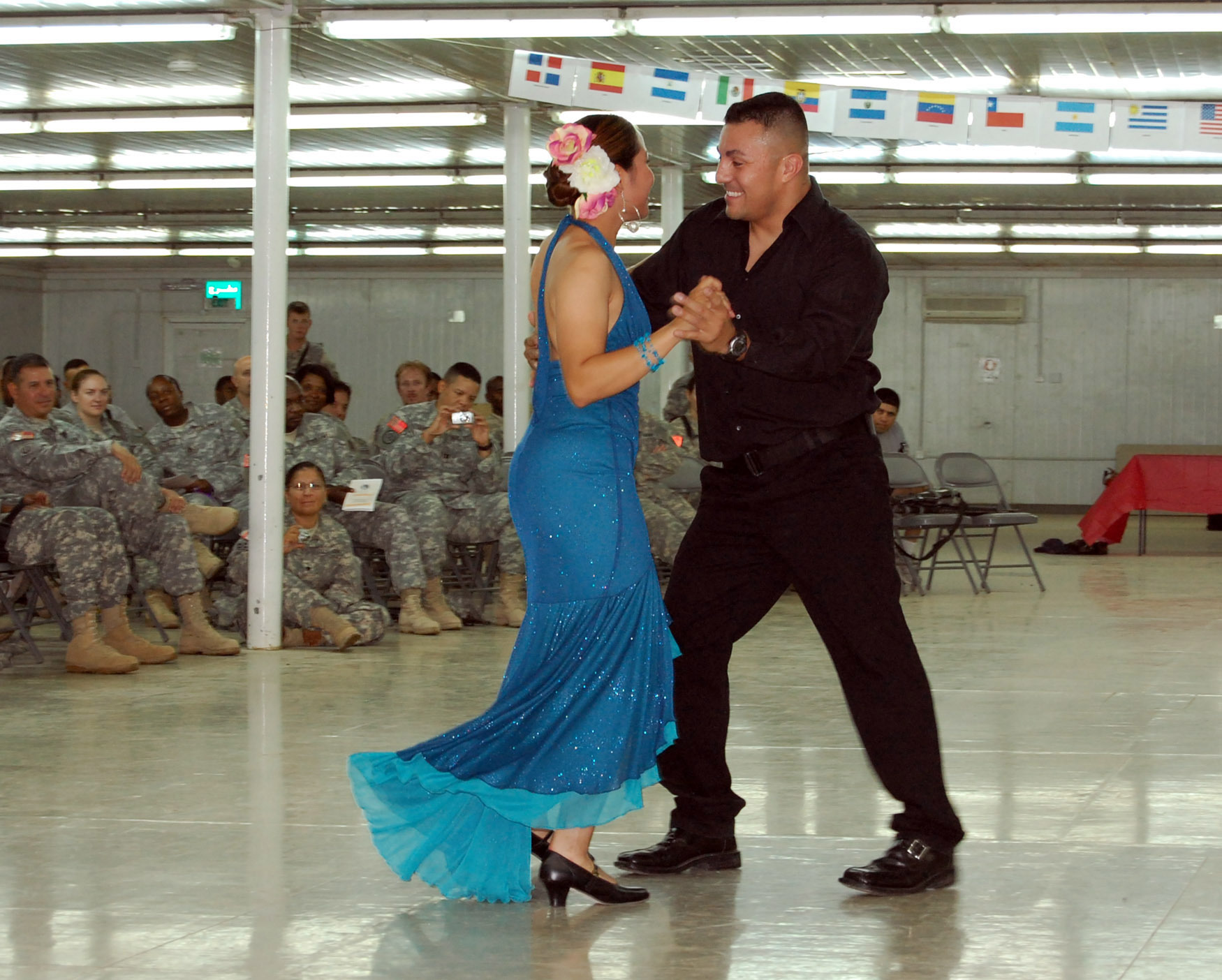
Ballerini durante un'esecuzione della bachata

Attualmente esistono due scuole di pensiero sull'interpretazione moderna di questo ballo:
- la prima, prettamente dominicana, prevede una danza più fedele alle origini, con pochissime figure e un movimento quasi sempre sul posto;
- la seconda, tipicamente europea, prevede una danza ricca di figure, spesso importate dalla salsa o dal merengue, inserendo anche le figure della beguine, che rende il ballo molto coreografico e più fruibile dal punto di vista commerciale.

## Stili
Come per altri generi di ballo anche per la bachata, con il diffondersi della stessa si è andata diversificandosi in stili diversi, i quali differiscono per le cadenze e gli accenti presenti nella musica (ovvero le melodie stesse della bachata sono leggermente differenti tra i vari stili) e inoltre si caratterizzano soprattutto per la presenza di alcuni movimenti particolari.
Attualmente tra gli stili di bachata più diffusi abbiamo:
- Tradizionale o Dominicana, che nasce appunto nella Repubblica Dominicana ed è già stata ampiamente descritta nei capitoli precedenti;
- la Bachata Sensual, la cui caratteristica principale è l'interpretazione musicale eseguita con movimenti circolari e onde, sono presenti inoltre movimenti tipici ovvero le isolazioni corporee seguite da onde e queste solitamente vengono eseguite in momenti particolare del brano dette "rotture musicali", ovvero nel momento in cui il brano è caratterizzato da battiti più incisivi e forti.

## Artisti principali
Attualmente gli artisti internazionali più noti sono: Anthony Santos, Romeo Santos, Grupo Extra, Raulin Rodriguez, Yoskar Sarante, Luis Vargas, Prince Royce, Frank Reyes, il gruppo Aventura, Domenic Marte, Joe Veras, Zacarias Ferreira, Juan Luis Guerra, il duo Monchy & Alexandra e Luis Miguel del Amargue, El Torito, e molti altri.